# Cryptochironomus psittacinus
Cryptochironomus psittacinus är en tvåvingeart som beskrevs av Johann Wilhelm Meigen 1830. Cryptochironomus psittacinus ingår i släktet Cryptochironomus och familjen fjädermyggor. Inga underarter finns listade i Catalogue of Life.